# العشاري (ألعاب القوى)
العُشَارِيُّ أو العشرية (بالإنجليزية: Decathlon) هي مسابقة ألعاب قوى خاصة للرجال، ويعادلها السباعي لدى السيدات، وتقام على مدى يومين متتاليين. تتكون مسابقة العشاري من 10 فعاليات مختلفة، والاسم (Decathlon) كلمة يونانية، (Deca) تعني عشرة، و(athlon) تعني منافسة. توزع النقاط على كل رياضي حسب ترتيبه في كل فعالية، وتجمع النقاط لوضع الترتيب النهائي بعد أخر مسابقة، واللاعب الفائز هو الذي جمع أكبر عدد من النقاط. نظمت أول مسابقة للعشاري في أولمبياد سانت لويس عام 1904.

## الفعاليات
- اليوم الأول
  - 100 متر
  - القفز الطويل
  - رمي الجلة
  - القفز العالي
  - 400 متر
- اليوم الثاني
  - 110 متر حواجز
  - رمي القرص
  - القفز بالزانة
  - رمي الرمح
  - 1500 متر

## وصلات خارجية
- ملف تفاعلي لحساب نقاط العشاري